# Изюмово
Изю́мово (бел. Ізюмава) — деревня в составе Сычковского сельсовета Бобруйского района Могилёвской области Республики Беларусь.

## Этимология
Довоенное название — Дуриничи. Переименована в честь Героя Советского Союза, танкиста Николая Андреевича Изюмова, участника освобождения местной территории от немецких оккупантов во время Великой Отечественной войны.

## Географическое положение
Расположена на левом берегу Волчанки в 17 км к северо-западу от центра Бобруйска и в 112 км к юго-западу от Могилёва.

## Население
- 1999 год — 25 человек
- 2010 год — 10 человек

## Достопримечательности
- Часовня-усыпальница Забелло — культовое сооружение на католическом кладбище графского рода Забелло. Построена из бутового камня в 1905 — 1907 годах[3].

## Галерея

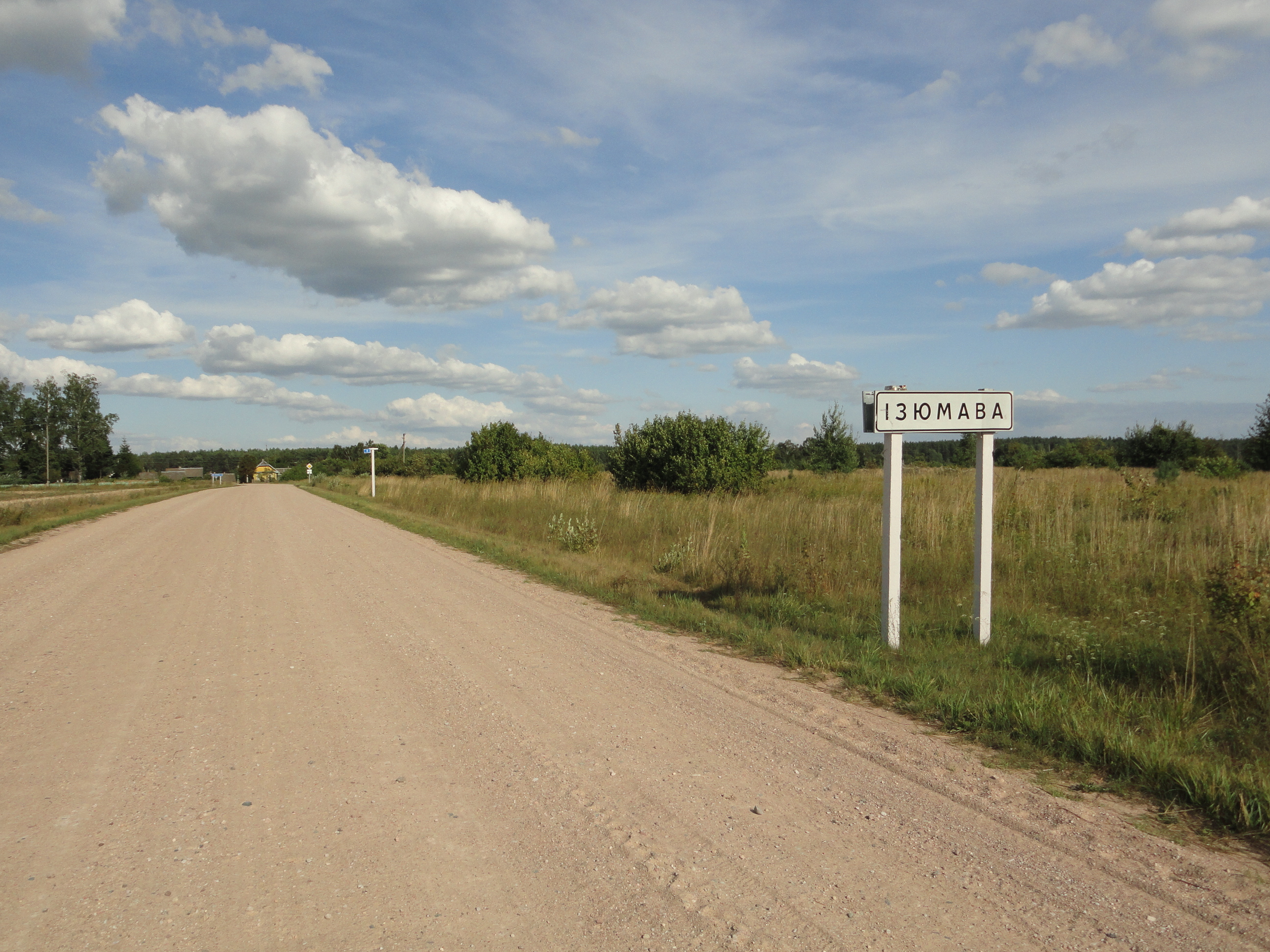
На въезде из поселка Ленина
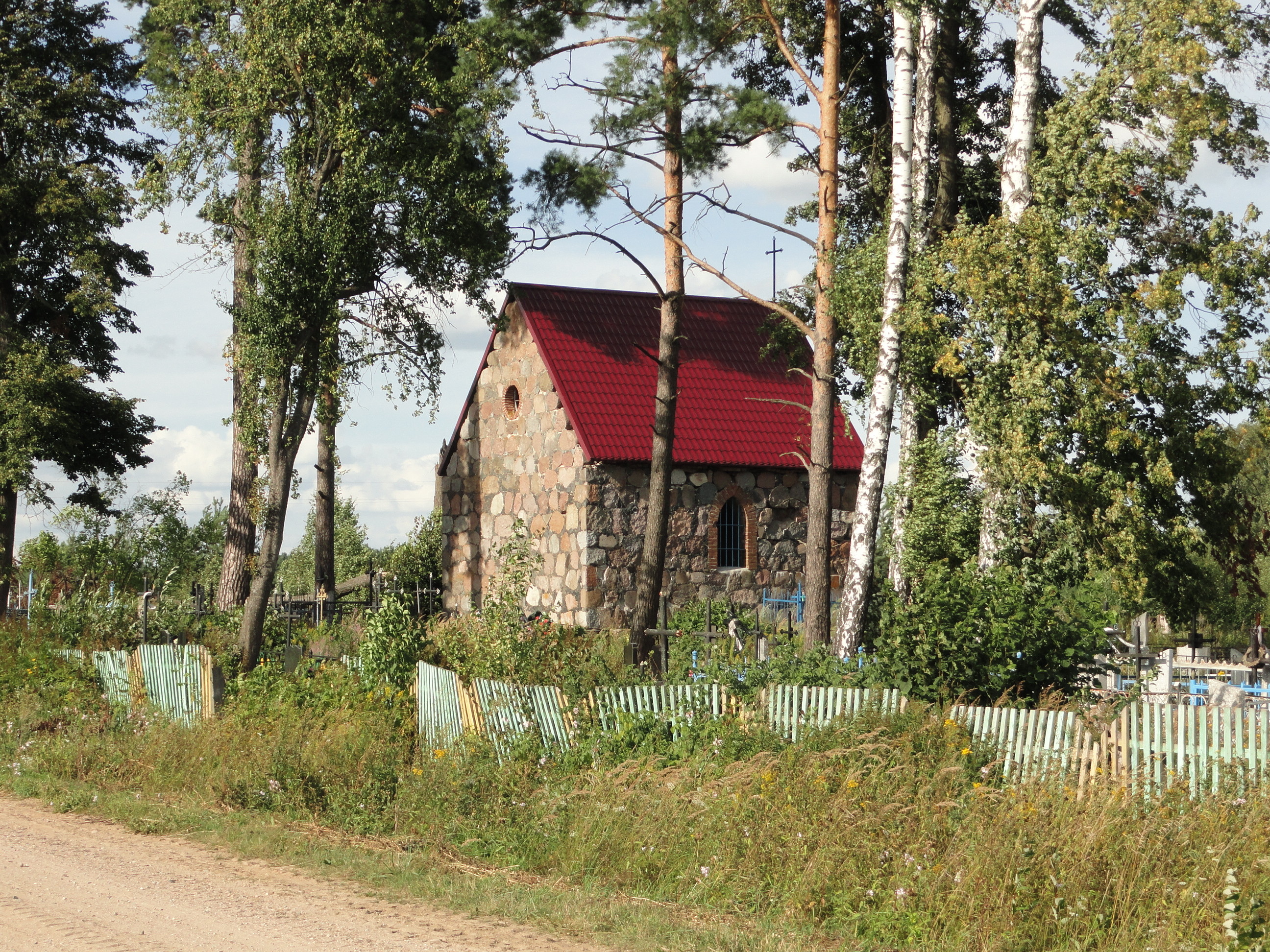
Католическое кладбище близ Изюмово
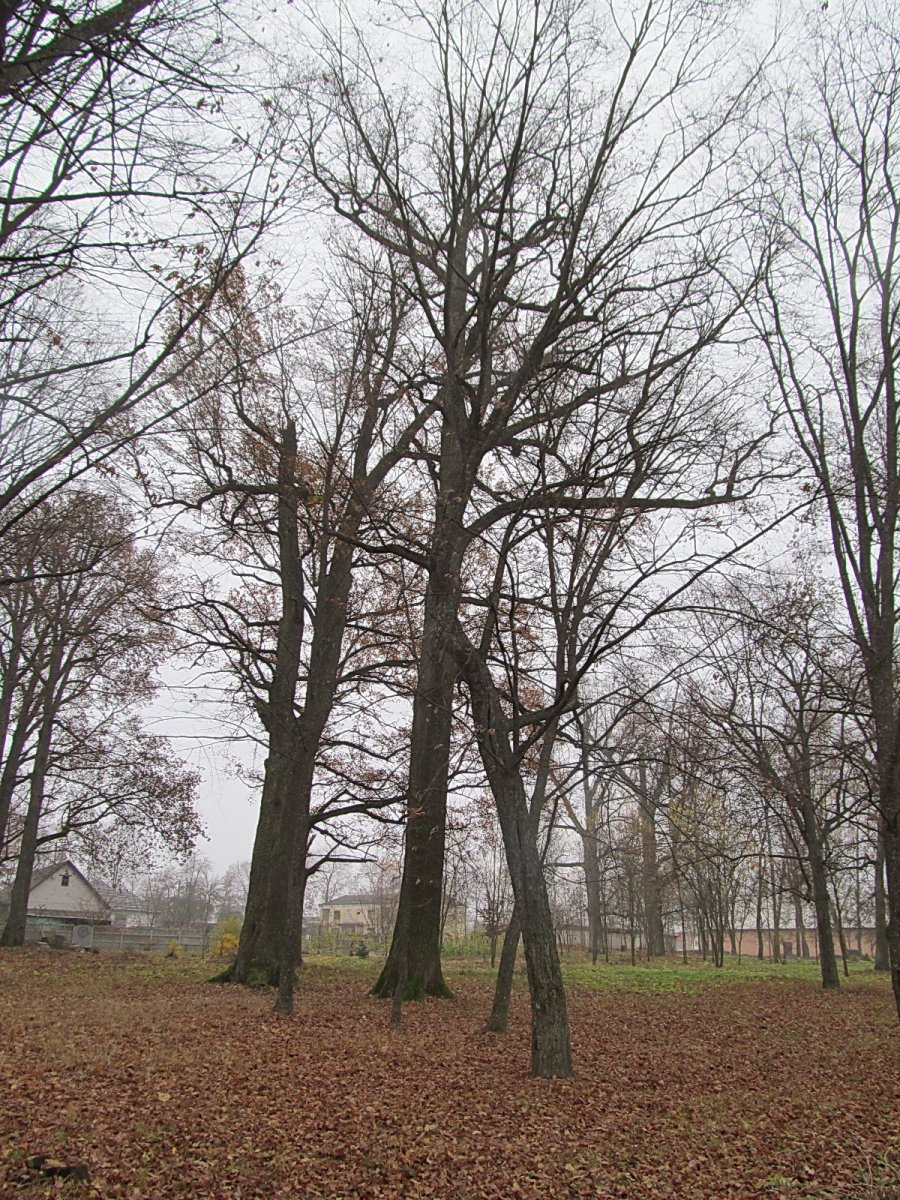

## Знаменитые земляки
- Пинчук, Николай Григорьевич — герой Советского Союза.